# Пролетариат
Пролетариа́т (на немски: Proletariat от на латински: proletarius — които нямат, граждани от най-ниската класа) (ед.ч. – пролетарий) са онези, които са идентифицирани с най-ниската класа, обикновено това е работническата класа. Това е социална класа на производителите на добавъчен продукт, които нямат собственост над средствата за производство и за които основният източник на средства за живот е продажбата на собствената работна сила. Определението за пролетариат в марксизма конкретно е дадено от Фридрих Енгелс в Принципи на комунизма (1847).

## Исторически в Рим и римското право
Според римската конституция, пролетариите са тези, които нямат или имат малко собственост.
Определението за пролетариат е дадено от Цицерон в За държавата, като proles означава "дете", т.е. от пролетариите се очаква само да имат деца, да бъдат продължение на държавата.